# SKS (automatgevär)
SKS, (Samozarjadnyj Karabin sistemi Simonova, "självladdande karbin, Simonovs system") är ett ryskt halvautomatiskt gevär i kaliber 7,62x39mm som designades 1945 av Sergej Simonov. De första exemplaren användes på prov i andra världskrigets slutskede men den antogs formellt inte som standardbeväpning förrän 1949. Emellertid utkonkurrerades den snabbt av Kalasjnikovs AK-47. De fortsatte dock att tillverkas fram till 1958 i inte mindre än 2,7 miljoner exemplar. Lägre prioriterade delar av Röda armén fortsatte länge att använda vapnet. De exporterades även i stor mängd, Kina licensproduducerade även egna vapen av modellen. Idag används det endast i ceremoniella sammanhang.